# The Deadly Master of Rappers from Hell
 (août 2018).
Si vous disposez d'ouvrages ou d'articles de référence ou si vous connaissez des sites web de qualité traitant du thème abordé ici, merci de compléter l'article en donnant les références utiles à sa vérifiabilité et en les liant à la section « Notes et références ».
The Deadly Master of Rappers From Hell est le premier album de Tepr, sorti en 2003.

## Liste des titres
1. Prairie
2. Yto
3. Nous n’y sommes pas
4. Krow ta
5. Xersate
6. Tepr empereur
7. Hier soir